# Thann (Neunburg vorm Wald)
Thann ist ein Ortsteil der Stadt Neunburg vorm Wald im Landkreis Schwandorf in Bayern.

## Geographie
Thann liegt circa acht Kilometer östlich von Neunburg vorm Wald und südlich des Eixendorfer Stausees am Fuß des 637 Meter hohen Thannerberges.

## Geschichte
Der Name Thann deutet auf eine Siedlung am Rande eines Tannenwaldes hin. Da dieser Ortsname ist sehr häufig ist, ist die Geschichte von Thann nur schwer zu ergründen.
1080 weist die Nennung des Namens Gotescaleo von Tanna in einer Urkunde auf Thann hin. 1210 wurde ein Rupert von Tann genannt.
Als Besitzer von Thann wurden im 15. Jahrhundert die Thanner, Geiganter, Stör und Nothafft erwähnt.
Aus dem Jahre 1517 gibt es eine Entscheidung des Bischofs von Regensburg, dass der Pfarrer von Penting jedes Jahr an St. Barbara (4. Dezember) in Thann eine Messe feiern muss sowie gegen Bezahlung von einem Metzen Hafer pro Haus die Beichte hören muss und dem Edelmann, seiner Hausfrau und seinen Untertanen am Dienstag nach dem Palmsonntag die Kommunion spenden soll.
1618 gehörte Thann dem Hans Andre von Murach, 1620 dem Hans Sigmund Portner, der das Land verlassen musste, weil er nicht katholisch werden wollte. Vorübergehend wurde Thann an den Freisinger Stadtmeister Franz Bremb verliehen. Mit dem Westfälischen Frieden erhielt Hans Sigmund Portner im Jahre 1650 Thann zurück. Er leistete 1652 die Huldigung. 1695 wurde Wilhelm Ludwig Rummel von Pfrentsch als Besitzer von Thann genannt.
Im 18. Jahrhundert wurden Arnold Ignatz Bremb, Michl Erasmus Fleischmann, Franz Bernhard Fleischmann, Maria Johanna von Reisach, H. Girlitzer und die Herren von Schrenck als Besitzer von Thann erwähnt.
1865 wurde Thann von Penting nach Seebarn umgepfarrt.
Am 23. März 1913 gehörte Thann zur Pfarrei Seebarn, bestand aus 17 Häusern und zählte 87 Einwohner.
Am 31. Dezember 1990 hatte Thann 74 Einwohner und gehörte zur Pfarrei Seebarn.

## Kultur und Sehenswürdigkeiten
In Thann befindet sich das abgegangene Schloss Thann.
Siehe auch: Liste der Baudenkmäler in Neunburg vorm Wald, Abschnitt Thann